# Kanton Ajaccio-3
Kanton Ajaccio-3 (francouzsky Canton d'Ajaccio-3) je francouzský kanton v departementu Corse-du-Sud v regionu Korsika. Tvoří ho městská část města Ajaccio